# Apl.de.ap
Allan Pineda Lindo, mais conhecido como Apl.de.ap (Angeles, 28 de novembro de 1974), é um cantor filipino-americano, membro do grupo The Black Eyed Peas.
A sua mãe é filipina, e o pai um soldado americano que voltou aos EUA antes do filho nascer. Aos 14 anos, apl se mudou das Filipinas para Los Angeles, onde foi adotado por uma família americana. Uma amiga da tia adotiva ficava cuidando dele. Essa amiga era mãe de William (will.i.am), que logo tornou-se seu amigo. Após formarem um grupo de break, criaram o Black Eyed Peas.
Apl ainda mantém contato com a família biológica e sempre se manteve fiel às suas raízes filipinas. Ele define sua nacionalidade como filipino-americano.
Em maio de 2022, foi revelado que Apl é cego.

## Carreira solo
No primeiro álbum solo de apl.de.ap, will.i.am está confirmado como sendo parte do time de produção. Parece que os demais membros do Black Eyed Peas terão participações no álbum, assim como os membros de sua companhia musical, a Jeepney Music. Algumas de suas músicas foram colocadas em seu MySpace, e seu download pode ser feito no site oficial do grupo, o BlackEyedPeas.com, apenas para membros registrados.
No álbum  Monkey Business, do The Black Eyed Peas, o cantor filipino teve sua música solo incluída, "Bebot". E há pouco tempo, Apl. de Ap. lançou sua campanha We Can Be Anything, que foi criada para ajudar na educação infantil nas Filipinas. A campanha é em parceria com a Apl. de Ap. Foundation e já ganhou música de mesmo nome da campanha. Ele está divulgando a campanha junto com a música nas Filipinas visitando programas de TV e rádios.

## Discografia a solo

### Mixtape
- 2011: It's Me Applebees

### Singles
- 2012: "We Can Be Anything"
- 2012:" Fly"
- 2013: "Going Out"

### Colaborações
- 2010: "Spaceship" (com Benny Benassi, Kelis e Jean-Baptiste)
- 2013: "Gettin' Dumb" (com 2NE1)

### Prêmios
- 2008: Citação Especial - Myx Music Awards
- 2011: BPInoy